# هندة
هندة (بالإنجليزية: Hendeh)‏ هي قرية تقع في قسم كناررودخانه الريفي في إيران. يقدر عدد سكانها بـ 394 نسمة بحسب إحصاء 2016.